# 벌거숭이등박쥐
벌거숭이등박쥐 또는 데비벌거숭이등박쥐(Pteronotus davyi)는 유령얼굴박쥐과에 속하는 박쥐의 일종이다. 작은 식충성, 동굴 서식형 박쥐로 트리니다드를 포함하고 토바고와 가이아나, 수리남 또는 프랑스령 기아나를 제외한 남아메리카와 중앙아메리카 전역에서 발견된다. 다른 모든 박쥐들이 옆구리에 날개가 있는 반면에 몸 윗쪽에 날개가 붙어 있다. 데비벌거숭이등박쥐의 표본은 트리니다드 섬의 흡혈박쥐가 전염시켜 절정에 달했던 20세기 전반기의 광견병 유행 기간 동안에 트리니다드에서 광견병에 감염된 상태로 발견되었지만 현재는 그렇지 않다.